# Dragoslav Mihajlović
Dragoslav „Dragan“ Mihajlović (* 13. Dezember 1906 in Aleksinac, Königreich Serbien; † 18. Juni 1978 in Sale, Australien) war ein jugoslawischer Fußballspieler.
Der Abwehrspieler, der den Beinamen Vampir trug, gehörte 1930 der jugoslawischen Fußballnationalmannschaft bei der ersten Fußball-Weltmeisterschaft an. Dort kam er in den Gruppenspielen gegen Brasilien und Bolivien sowie im Halbfinale gegen Uruguay zum Einsatz. Sein Länderspieldebüt hatte Mihajlović einen Monat vor der WM in einem Freundschaftsspiel gegen Bulgarien gegeben, nach der Weltmeisterschaft kam er nicht mehr zum Einsatz.
Im November 1930 erlitt er in einem Spiel mit seinem Verein OFK Belgrad gegen den tschechoslowakischen Klub Slavia Prag eine schwere Beinverletzung und musste seine Karriere bereits 24-jährig beenden. Mihajlović war bereits während seiner aktiven Karriere im Polizeidienst und blieb in dieser Funktion tätig, bevor er 1944 nach Australien auswanderte. Dort ließ er sich in Sale im Bundesstaat Victoria nieder und war als Trainer beim SC Sale City und dem von jugoslawischen Migranten gegründeten Footscray JUST tätig. Mihajlović starb 1978 an einem Nierenleiden.